# الجمهورية الكازاخية الاشتراكية السوفيتية ذاتية الحكم
الجمهورية الكازاخية الاشتراكية السوفيتية ذاتية الحكم  (بالروسية: Казахская Автономная Социалистическая Советская Республика)‏ (بالقازاقية: Qazaq Aptanom Sotsijalijstik Soвettik Respuvвlijkasь)‏ وتُختصر باسم كازاخ ASSR (بالروسية: Казакская АССР)‏ (بالقازاقية: Qazaq ASSR)‏ وببساطة كازاخستان (بالروسية: Казахстан)‏ (بالقازاقية: Qazaƣьstan)‏، كانت جمهورية ذات حكم ذاتي تابعة لجمهورية روسيا الاتحادية الاشتراكية السوفيتية (RSFSR) داخل الاتحاد السوفيتي (منذ عام 1922) والتي كانت موجودة منذ عام 1920 حتى زوالها عام 1936.

## تاريخ
تم إنشاء الجمهورية الكازاخية الاشتراكية السوفيتية ذاتية الحكم في الأصل باسم الجمهورية القرغيزية الاشتراكية السوفيتية ذاتية الحكم (بالروسية: Киргизская Автономная Социалистическая Советская Республика)‏ (بالقازاقية: Қырғыз Автономиялық Социалистік Кеңес Республикасы)‏ ويجب عدم الخلط بينها وبين جمهورية قيرغيزستان الاشتراكية السوفيتية (1926-1936)، وهي منطقة في آسيا الوسطى أصبحت الآن دولة قيرغيزستان المستقلة) في 26 أغسطس 1920 وكانت جمهورية مستقلة داخل جمهورية روسيا الاتحادية الاشتراكية السوفيتية.
قبل الثورة الروسية، كان الكازاخ في روسيا يُعرفون باسم "القرغيز-الكازاخ" أو ببساطة "القرغيز" (والقيرغيز باسم "كارا-قيرغيز"). استمرت هذه التسمية منتشرة حتى أوائل الفترة السوفيتية، وبالتالي كانت جمهورية قيرغيزستان الاشتراكية السوفيتية جمهورية وطنية للشعب الكازاخي. ومع ذلك، في 15-19 يونيو 1925، قرر مجلس السوفيت الخامس الكازاخي إعادة تسمية الجمهورية إلى الجمهورية الكازاخية الاشتراكية السوفيتية ذاتية الحكم. تم الاحتفاظ بعاصمة الجمهورية القيرغيزية الاشتراكية السوفيتية السابقة، آك-ميتشيت؛ كعاصمة سياسية للجمهورية الكازاخية الاشتراكية السوفيتية ذاتية الحكم، ولكن تم تغيير اسمها إلى كزيلوردا، من "المركز الأحمر" الكازاخستاني. في عام 1927  أو 1929  تم تعيين مدينة ألما آتا كعاصمة جديدة لاتحاد للجمهورية. في فبراير 1930، كان هناك تمرد مناهض للسوفيت في قرية سوزاك. في 5 ديسمبر 1936، تم فصل الجمهورية عن جمهورية روسيا الاتحادية الاشتراكية السوفيتية، وجعل جمهورية كازاخستان الاشتراكية السوفيتية جمهورية اتحادية كاملة ضمن جمهوريات الاتحاد السوفيتي.

## جغرافيا
ضمت الجمهورية الكازاخية الاشتراكية السوفيتية ذاتية الحكم جميع الأراضي التي تشكل جمهورية كازاخستان الحالية، بالإضافة إلى أجزاء من أوزبكستان (منطقة كاراكالباك المتمتعة بالحكم الذاتي) وتركمانستان (الشاطئ الشمالي لخليج قره بوغاز كول) وروسيا ( أجزاء مما سيصبح مقاطعة أورينبورغ). نُقلت هذه الأراضي من جمهورية كازاخستان الاشتراكية السوفيتية خلال العقد التالي.
تغيرت التقسيمات الإدارية للجمهورية عدة مرات في تاريخها. في عام 1928، تم إلغاء المقاطعات، وهي المناطق الإدارية الموروثة من الجمهورية القيرغيزية الاشتراكية السوفيتية، واستبدالها بـ 13 أوكروغ ورايون . في عام 1932، تم تقسيم الجمهورية إلى ست مناطق جديدة أكبر. وشملت هذه:
- مقاطعة أكتيوبينسك (عاصمتها: أكتيوبينسك)؛
- ألما آتا (العاصمة: ألما آتا)؛
- مقاطعة شرق كازاخستان (عاصمتها: سيميبالاتينسك)؛
- مقاطعة كاراجاندا (عاصمتها: بتروبافلوفسك)؛
- مقاطعة جنوب كازاخ (عاصمتها: شيمكنت)؛
- مقاطعة كازاخ الغربية (عاصمتها: أورالسك).

في 31 يناير 1935، تم تنفيذ تقسيم إقليمي آخر شمل المناطق الست المذكورة أعلاه بالإضافة إلى منطقة كاركارالينسك الجديدة.